# Haris Silajdžić
Haris Silajdžić (ur. 1 października 1945 w Sarajewie) – bośniacki polityk i profesor akademicki. Premier Bośni i Hercegowiny w latach 1993–1996 oraz 1997–2000. Członek Prezydium Republiki Bośni i Hercegowiny w latach 2006-2010 i jego przewodniczący od 6 marca do 6 listopada 2008 oraz ponownie od 6 marca 2010 do 10 listopada 2010.

## Życiorys
Haris Silajdžić urodził się w 1945 w Sarajewie. Ukończył studia z zakresu języka arabskiego i studiów islamskich w Libii. Doktoryzował się w dziedzinie stosunków amerykańsko-albańskich. Po zakończeniu nauki był profesorem i wykładał na wielu uczelniach. Był profesorem języka arabskiego na Uniwersytecie w Prisztinie w Kosowie oraz profesorem filozofii na Uniwersytecie w Sarajewie. Wykładał m.in. na Cornell University, University of Maryland i Harvard University w USA.
Od 1991 do listopada 1993 zajmował urząd ministra spraw zagranicznych Republiki Bośni i Hercegowiny. W latach 1993–1996 zasiadał w fotelu premiera. Wchodził w skład delegacji bośniackiej negocjującej warunki porozumienia z Dayton, będąc jednym z głównych oponentów przeciw wojnie. Pomimo swej antywojennej postawy, Silajdžić postulował w późniejszym okresie konieczność zmian niektórych warunków uzgodnionych w Dayton, nie negując jednak samego rozejmu.
Po 1995 dalej pozostawał jednym z bardziej wpływowych polityków w kraju. Początkowo należał do Partii Akcji Demokratycznej, której był także wiceprzewodniczącym. W 1997 opuścił jej szeregi i założył własne ugrupowanie, Partię dla Bośni i Hercegowiny (Stranka za Bosnu i Hercegovinu). W latach 1997–2000 był jednym z dwóch współpremierów kraju.
Silajdžić po raz pierwszy wziął udział w wyborach do prezydium Bośni i Hercegowiny 5 października 2002. W głosowaniu na kandydata boszniackiego, zajął drugie miejsce z wynikiem 34,8%, przegrywając z Sulejmanem Ticiciem (37,3%). W kolejnych wyborach z 1 października 2006 zdobył już 62% głosów, z łatwością pokonując Tihicia (28%). 6 listopada 2006 oficjalnie objął stanowisko jednego z trojga członków Prezydium Bośni i Hercegowiny. Od 6 marca 2008 do 6 listopada 2008 był Przewodniczącym Prezydium Republiki Bośni i Hercegowiny. Urząd ten ponownie objął 6 marca 2010 na okres 8 miesięcy.
W październiku 2010 po raz trzeci wziął udział w wyborach na urząd członka Prezydium Bośni i Hercegowiny. Mandatu jednak nie zdobył, zajmując dopiero trzecie miejsce z wynikiem 25% głosów i przegrywając z Bakirem Izetbegoviciem (35% głosów). 10 listopada 2010, wraz z końcem kadencji, złożył mandat przewodniczącego i członka Prezydium.

## Odznaczenia
- Order Księcia Trpimira (Chorwacja, 1995)[8]